# Aidy Bryant
Aidan Mackenzy Bryant (Phoenix, 7 maggio 1987) è un'attrice, comica, sceneggiatrice, doppiatrice e produttrice cinematografica statunitense.

## Biografia
Aidy Bryant è nata a Phoenix, il 7 maggio 1987, da Georganne Vinall e Tom Bryant Sua madre è proprietaria di una boutique a Phoenix. È di origine inglese, irlandese e tedesca. Nel 2005 si è laureata presso lo Xavier College Preparatory. Fin da quando era piccola i suoi genitori la portavano a recitazione presso l'Arizona Jewish Theatre Company.
Nel 2009 si laurea presso il Columbia College di Chicago.
Dopo la laurea, è andata in tournée con il gruppo di improvvisazione musicale Baby Wants Candy.
Il 15 settembre 2012, ha fatto il suo debutto, al Saturday Night Live.
Nel 2013, ha recitato nella seconda stagione di Comedy Bang! Bang!, interpretando la produttrice dello spettacolo. L'anno successivo ha fatto un cameo non accreditato in The Amazing Spider-Man 2. Successivamente è apparsa in alcune serie televisive come Broad City, Documentary Now! e Girls. Nel 2016, interpreta Alice nella serie TV Horace and Pete. Nel 2017, doppia la protagonista, D. D. Danger, nella serie animata Danger e l’Uovo.
Nel 2014, viene candidata ai Premi Emmy, assieme a Eli Bruggemann, Chris Kelly, Sarah Schneider e Kate McKinnon, per le migliori musiche e testi originali per il brano Home For the Holiday. Nel 2015, ha vinto un EWwy Awards come migliore attrice non protagonista in una serie comica. Nel 2018, è stata candidata nuovamente agli Emmy per la migliore attrice in una serie comica.
Nel 2019, ha recitato nella serie di Hulu, Shrill.
Nel 2022, ha prestato la voce a Emmy, nella serie animata Human Resources, uno spin-off di Big Mouth.

## Vita privata
Il 28 aprile 2018, Bryant ha sposato il comico Conner O'Malley, che aveva incontrato nel 2008 e con cui si era fidanzata nel 2016.

## Filmografia

### Attrice

#### Cinema
- Falling for You, regia di Peter Schultz (2013)
- The Amazing Spider-Man 2 - Il potere di Electro (The Amazing Spider-Man 2), regia di Marc Webb (2014)
- Cognati per caso (Brother Nature), regia di Oz Rodriguez e Matt Villines (2016)
- The Big Sick - Il matrimonio si può evitare... l'amore no (The Big Sick), regia di Michael Showalter (2017)
- Come ti divento bella! (I Feel Pretty), regia di Abby Kohn e Marc Silverstein (2018)

#### Televisione
- Comedy Bang! Bang! - serie TV, 2 episodi (2013)
- Above Average Presents - serie TV, 3 episodi (2013-2015)
- The Greatest Event in Television History - serie TV, episodio 1x04 (2014)
- Monkey Love - serie TV, episodio 1x04 (2014)
- Chicago Rats - serie TV, episodio 1x03 (2014)
- Broad City - serie TV, episodio 2x10 (2014)
- Documentary Now! - serie TV, episodio 1x05 (2015)
- Girls - serie TV, 4 episodi (2015-2017)
- Horace and Pete - miniserie TV, 4 episodi (2016)
- At Home with Amy Sedaris - serie TV, episodio 1x08 (2017)
- Portlandia - serie TV, episodio 8x02 (2018)
- Unbreakable Kimmy Schmidt - serie TV, episodio 4x03 (2018)
- The Other Two - serie TV, episodio 1x06 (2019)
- Shrill - serie TV, 22 episodi (2019-2021)
- Fantasmas, episodio 1x04 (2024)

### Doppiatrice
- The Awesomes - serie animata, 2 episodi (2015)
- Danger & Eggs - serie animata, 13 episodi (2015-2017)
- Gli eroi del Natale (The Star), regia di Timothy Reckart (2017)
- Teenage Euthanasia - serie animata, episodio 1x05 (2021)
- Big Mouth - serie animata, episodio 5x03 (2021)
- Santa Inc. - serie animata, episodio 1x03 (2021)
- Human Resources - serie animata, 20 episodi (2022-in corso)

### Sceneggiatrice
- Shrill - serie TV, 32 episodi (2019-2021)

### Produttrice
- Shrill - serie TV, 13 episodi (2019-2021)

## Riconoscimenti
- Premio Emmy
  - 2014 – Candidatura alle migliori musiche e testi originali per Saturday Night Live
  - 2018 – Candidatura alla migliore attrice non protagonista in una serie commedia per Saturday Night Live
  - 2021 – Candidatura alla migliore attrice protagonista in una serie commedia per Shrill
  - 2021 – Candidatura alla migliore attrice non protagonista in una serie commedia per Saturday Night Live

## Doppiatrici italiane
Nelle versioni in italiano delle opere in cui ha recitato, Aidy Bryant è stata doppiata da:
- Francesca Guadagno in The Big Sick - Il matrimonio si può evitare... l'amore no
- Eva Padoan in Come ti divento bella!
- Emanuela Damasio in Cognati per caso

Da doppiatrice è sostituita da:
- Ilaria Latini in Gli eroi del Natale e Human Resources